# زیردریایی یو-۳۸۲
زیردریایی یو-۳۸۲ (به انگلیسی: German submarine U-382) یک زیردریایی بود که طول آن ۶۷٫۱ متر (۲۲۰ فوت ۲ اینچ) بود. این زیردریایی در سال ۱۹۴۲ ساخته شد.